# Michele Zerial
Michele Zerial (Trieste, 9 de marzo de 1987) es un deportista italiano que compitió en piragüismo en la modalidad de aguas tranquilas. Ganó una medalla de plata en el Campeonato Europeo de Piragüismo de 2008, en la prueba de K1 500 m.

## Palmarés internacional
| Campeonato Europeo | Campeonato Europeo | Campeonato Europeo | Campeonato Europeo |
| Año                | Lugar              | Medalla            | Competición        |
| ------------------ | ------------------ | ------------------ | ------------------ |
| 2008               | Milán (Italia)     | Medalla de plata   | K1 500 m           |